# Nicolas Burtin
Nicolas Burtin (* 15. Januar 1972 in Bonneville) ist ein ehemaliger französischer Skirennläufer.
Burtin gehörte ab 1992 der französischen Skinationalmannschaft an und bestritt in seiner Karriere 98 Weltcuprennen, davon 84 in der Abfahrt, 13 im Super-G sowie einen einzigen Riesenslalom. Den einzigen Weltcupsieg seiner Karriere erreichte er im März 1998 bei der Abfahrt in Kvitfjell. Drei weitere Mal wurde er Zweiter. 1994 belegte er bei der Olympiaabfahrt in Kvitfjell den sechsten Platz. 1998 wurde er Französischer Meister in der Abfahrt. Sein letztes Rennen bestritt er im Januar 2006.
Sein jüngerer Bruder Raphaël Burtin war ebenfalls Mitglied der französischen Skinationalmannschaft.

## Weltcupsiege
| Datum        | Ort       | Land     | Disziplin |
| ------------ | --------- | -------- | --------- |
| 7. März 1998 | Kvitfjell | Norwegen | Abfahrt   |